# ニューヨークオプションカット
ニューヨークオプションカット（New York option cut）とは、ニューヨーク市場における通貨のオプション取引の権利行使をする期限の時刻である。この時刻は、ニューヨーク時間午前10時（夏時間9時）。NYオプションカット、NYカット、NYOPなどに略記される。カットオフタイム（cut-off time）ともいう。

## 概要
外国為替相場は、ニューヨークオプションカットの日時が迫ってくると、オプション注文が多い価格に為替レートが接近することがある。オプションのポジションが調整されるため、この時刻の前と後は時として変動が大きい。
ドル/円（USD/JPY）によるオプション取引ならば、オプション1本は100万ドル（100万通貨）であり、10億ドル（1000本）の取引で大きな注文（大口足）、20億ドル（2000本）で非常に大きな注文、30億ドル（3000本）で極めて大きな注文とみなされる。1000本以上の大口足が付近にあると、そこに引き寄せられる傾向がある時間帯であると言われている。短期的トレーダーのポジションとして捉えれば、1億ドル（100本）相当でも目立つ取引といえる。この時間帯の前後、このオプションがらみの投資家たちは自分の有利な価格に持って行くために外国為替市場の現物取引を活発にする。
このオプションは大口の金融機関や企業の間で取引されている。ドル/円ならば例えばオプションの買い手である輸入会社Aは、「ドルコールオプション」（ドル買いをする権利）を証券会社Bから買った。オプション行使価格で取引相手の証券会社Bからドルを買うよりも、市場の相場でドルを買うほうが安いならば、この輸入会社Aはオプション権利を行使せずに権利の手数料だけが相手の証券会社Bへの支払いになる。また例えば実需ではなく投機目的でこのオプションの買い手となるヘッジファンドCは、「ドルプットオプション」（ドル売りをする権利）を銀行Dから買った。オプション行使価格が市場の相場より高ければ、このヘッジファンドCは権利を行使して相手の銀行Dにドルを高く売り、利益を得る。外国為替市場は、オプションの買い手（例では輸入会社AとヘッジファンドC）、売り手（例では証券会社Bと銀行D）の思惑が交錯し、他の参加者たちもオプションを意識するため相場が大きく変動する。
一定の条件下で、このオプションは消滅する。オプションの消滅価格を「オプションバリアー」（option barrier）または「オプショントリガー」（option trigger）という。
日本において金融機関が日本時間午前9時55分のレートに基づいて決定する「仲値」（なかね）や、ロンドン市場においてロンドン時間16時（夏時間15時）に金の取引価格を決定（フィキシング）する「ロンドンフィキシング」（London Fixing）は、ニューヨークオプションカットのように値動きの大きい時間である。
東京市場においても、日本時間15時に取引量は少ないが通貨オプション「カットオフタイム」がある。